# Fortsetzungssatz von Choquet
Der Fortsetzungssatz von Choquet ist ein mathematischer Lehrsatz, der angesiedelt ist im Übergangsfeld  zwischen dem Gebiet der Maßtheorie und dem Gebiet der Funktionalanalysis und der auf den Mathematiker Gustave Choquet zurückgeht. Er zeigt, dass für einen Hausdorff-Raum ein von innen reguläres lokal endliches Maß auf der zugehörigen borelschen σ-Algebra schon unzweideutig festgelegt ist durch die zugehörige reelle Mengenfunktion auf dem Mengensystem der kompakten Teilmengen, sofern diese Mengenfunktion für sich allein schon gewissen einfachen (und naheliegenden) Bedingungen genügt. Der choquetsche Fortsetzungssatz ist eng verknüpft mit dem Darstellungssatz von Riesz-Markov-Kakutani und seine Bedeutung liegt nicht zuletzt  darin, dass der Darstellungssatz auf ihn zurückgeführt werden kann.

## Formulierung des Satzes
Der Satz lässt sich formulieren wie folgt:
Gegeben sei ein Hausdorff-Raum {\displaystyle X}, versehen mit der borelschen σ-Algebra {\displaystyle {\mathcal {B}}(X)} und dem Mengensystem {\displaystyle {\mathcal {K}}(X)\subseteq {\mathcal {B}}(X)} der kompakten Teilmengen von {\displaystyle X}.
Weiter gegeben sei eine Mengenfunktion
{\displaystyle {\mu }_{0}\colon {\mathcal {K}}(X)\rightarrow \mathbb {R} ^{\geq 0}} ,
welche den folgenden Bedingungen genügen möge:
 (R_1) Für {\displaystyle K,L\in {\mathcal {K}}(X)} mit {\displaystyle K\subseteq L} gilt stets
{\displaystyle {\mu }_{0}(K)\leq {\mu }_{0}(L)} .
 (R_2) Für {\displaystyle K,L\in {\mathcal {K}}(X)} gilt stets
{\displaystyle {\mu }_{0}(K\cup L)\leq {\mu }_{0}(K)+{\mu }_{0}(L)} .
 (R_3) Für {\displaystyle K,L\in {\mathcal {K}}(X)} mit {\displaystyle K\cap L=\emptyset } gilt stets
{\displaystyle {\mu }_{0}{(K\cup L)}={\mu }_{0}(K)+{\mu }_{0}(L)}.
 (R_4) Zu {\displaystyle K\in {\mathcal {K}}(X)} und {\displaystyle \epsilon >0} gibt es stets eine offene Umgebung {\displaystyle U} von {\displaystyle K} dergestalt, dass für alle {\displaystyle L\in {\mathcal {K}}(X)}  mit {\displaystyle L\subseteq U}  gilt:
{\displaystyle {\mu }_{0}(L)\leq {\mu }_{0}(K)+\epsilon } .

Unter diesen Gegebenheiten kann {\displaystyle {\mu }_{0}} auf genau eine Weise zu einem von innen regulären lokal endlichen Maß
{\displaystyle \mu \colon {\mathcal {B}}(X)\rightarrow \mathbb {R} ^{\geq 0}\cup \{\infty \}}
 fortgesetzt werden.
 Es ist also
{\displaystyle {\mu }_{0}={\mu }|_{{\mathcal {K}}(X)}}
 und dabei hat man für alle {\displaystyle A\in {\mathcal {B}}(X)} 
{\displaystyle \mu (A)=\sup\{{\mu }_{0}(K):K\in {\mathcal {K}}(X)\;,\;K\subseteq A\}} .

## Erläuterungen und Anmerkungen
- Ehrhard Behrends und Jürgen Elstrodt (und ebenso viele andere Autoren) bezeichnen die im choquetschen  Fortsetzungssatz genannten Maße {\displaystyle \mu } auf borelschen σ-Algebren von Hausdorff-Räumen als Radon-Maße.[6][7]
- Der Fortsetzungssatz beinhaltet also die Aussage, dass für einen Hausdorff-Raum die Radon-Maße und die auf dem System der kompakten Teilmengen definierten, den Bedingungen (R_1), (R_2), (R_3), (R_4) genügenden Mengenfunktionen einander umkehrbar eindeutig entsprechen.
- In seiner Darstellung des Fortsetzungssatzes zeigt Elstrodt – anschließend an die 1968er Arbeit On the generation of tight measures des polnischen Mathematikers Jan Kisyński – dass man an die Stelle der Bedingung (R_4) die sogenannte Straffheitsbedingung (S) setzen kann, welche folgendes besagt:[8]

 (S) Für {\displaystyle K,L\in {\mathcal {K}}(X)} mit {\displaystyle K\subseteq L} gilt stets
{\displaystyle {\mu }_{0}(L)-{\mu }_{0}(K)=\sup\{{\mu }_{0}(C):C\in {\mathcal {K}}(X)\;,\;C\subseteq {L\setminus K}\}} .
- Wie Elstrodt anmerkt, gibt es in der Fachliteratur verschiedene Varianten des Fortsetzungssatzes. Die hierzu entstandene rege Forschungstätigkeit hat gezeigt, dass die  Straffheitsbedingung hinsichtlich der Fortsetzbarkeitsfrage von wesentlicher Bedeutung ist.[7]